# Saurauia heterosepala
Saurauia heterosepala är en tvåhjärtbladig växtart som beskrevs av Elmer Drew Merrill. Saurauia heterosepala ingår i släktet Saurauia och familjen Actinidiaceae. Inga underarter finns listade i Catalogue of Life.